# 17. National Hockey League All-Star Game
Das 17. National Hockey League All-Star Game wurde am 5. Oktober 1963 in Toronto, Kanada, ausgetragen. Das Spiel fand im Maple Leaf Gardens, der Spielstätte des Stanley-Cup-Siegers Toronto Maple Leafs statt.
Die Maple Leafs und die NHL All-Stars trennten sich 3:3-Unentschieden. Das Spiel wurde von 14.034 Zuschauern vor Ort verfolgt.

## Mannschaften
| #           | Land        | Spieler          | Pos.             | Team                  |
| Torhüter    |             |                  |                  |                       |
| 1           | Kanada 1957 | Glenn Hall       | Glenn Hall       | Chicago Blackhawks    |
| 24          | Kanada 1957 | Terry Sawchuk    | Terry Sawchuk    | Detroit Red Wings     |
| Verteidiger |             |                  |                  |                       |
| 2           | Kanada 1957 | Marcel Pronovost | Marcel Pronovost | Detroit Red Wings     |
| 3           | Kanada 1957 | Pierre Pilote    | Pierre Pilote    | Chicago Blackhawks    |
| 4           | Kanada 1957 | Elmer Vasko      | Elmer Vasko      | Chicago Blackhawks    |
| 11          | Kanada 1957 | Harry Howell     | Harry Howell     | New York Rangers      |
| 20          | Kanada 1957 | Tom Johnson      | Tom Johnson      | Boston Bruins         |
| Angreifer   |             |                  |                  |                       |
| 5           | Kanada 1957 | Bernie Geoffrion | C                | Canadiens de Montréal |
| 6           | Kanada 1957 | Norm Ullman      | C                | Chicago Blackhawks    |
| 7           | Kanada 1957 | Bobby Hull       | LW               | Chicago Blackhawks    |
| 8           | Kanada 1957 | Andy Bathgate    | RW               | Detroit Red Wings     |
| 9           | Kanada 1957 | Gordie Howe      | RW               | Detroit Red Wings     |
| 10          | Kanada 1957 | Alex Delvecchio  | C                | Detroit Red Wings     |
| 12          | Kanada 1957 | Camille Henry    | C                | New York Rangers      |
| 14          | Kanada 1957 | Claude Provost   | RW               | Montréal Canadiens    |
| 15          | Kanada 1957 | Murray Oliver    | C                | Boston Bruins         |
| 16          | Kanada 1957 | Henri Richard    | LW               | Montréal Canadiens    |
| 17          | Kanada 1957 | Johnny Bucyk     | LW               | Boston Bruins         |
| 18          | Kanada 1957 | Dean Prentice    | LW               | Boston Bruins         |
| 19          | Kanada 1957 | Jean Béliveau    | C                | Montréal Canadiens    |

| #           | Land        | Spieler         | Pos.          |
| Torhüter    |             |                 |               |
| 1           | Kanada 1957 | Johnny Bower    | Johnny Bower  |
| 24          | Kanada 1957 | Don Simmons     | Don Simmons   |
| Verteidiger |             |                 |               |
| 7           | Kanada 1957 | Tim Horton      | Tim Horton    |
| 19          | Kanada 1957 | Kent Douglas    | Kent Douglas  |
| 21          | Kanada 1957 | Bobby Baun      | Bobby Baun    |
| 22          | Kanada 1957 | Larry Hillman   | Larry Hillman |
| 26          | Kanada 1957 | Allan Stanley   | Allan Stanley |
| Angreifer   |             |                 |               |
| 4           | Kanada 1957 | Red Kelly       | C             |
| 8           | Kanada 1957 | John MacMillan  | RW            |
| 9           | Kanada 1957 | Dick Duff       | LW            |
| 10          | Kanada 1957 | Chief Armstrong | RW            |
| 11          | Kanada 1957 | Bob Nevin       | RW            |
| 12          | Kanada 1957 | Ron Stewart     | RW            |
| 14          | Kanada 1957 | Dave Keon       | C             |
| 15          | Kanada 1957 | Billy Harris    | C             |
| 20          | Kanada 1957 | Bob Pulford     | LW            |
| 23          | Kanada 1957 | Eddie Shack     | RW            |
| 25          | Kanada 1957 | Ed Litzenberger | RW            |
| 27          | Kanada 1957 | Frank Mahovlich | LW            |

## Spielverlauf
Das All-Stars konnten das Spiel gegen den amtierenden Stanley-Cup-Champion stets offen gestalten und glichen gleich drei Mal die Führung der Gastgeber aus. Nach dem frühen Tor durch Frank Mahovlich (3.), der an allen Treffern seiner Mannschaft beteiligt war (2 Tore, 1 Assist), sorgte Henri Richard für den schnellen Gegenschlag (5.). Auch die erneute Führung durch Frank Mahovlich (13.) brachte die All-Stars nicht aus dem Konzept und Bobby Hull glich noch vor der ersten Pause aus (20.). Nach torlosem 2. Drittel sorgte Ed Litzenberger für die abermalige Führung seiner Maple Leafs (43.), die jedoch nur genau 27 Sekunden hielt ehe Marcel Pronovost für die All-Stars das letzte Tor der Partie gelang.

### Toronto Maple Leafs 3 – 3 NHL All-Stars
| Team       | Zeit  | Stand | Torschütze       | Vorlagengeber    | Vorlagengeber   |
| 1. Drittel |       |       |                  |                  |                 |
|            | 2:22  | 1–0   | Frank Mahovlich  | Chief Armstrong  | Bobby Baun      |
|            | 4:08  | 1–1   | Henri Richard    | Camille Henry    | Gordie Howe     |
|            | 12:11 | 2–1   | Frank Mahovlich  | Dave Keon        | Ed Litzenberger |
|            | 19:27 | 2-2   | Bobby Hull       | Bernie Geoffrion |                 |
| 2. Drittel |       |       |                  |                  |                 |
| 3. Drittel |       |       |                  |                  |                 |
|            | 42:56 | 3–2   | Ed Litzenberger  | Frank Mahovlich  | Red Kelly       |
|            | 43:23 | 3–3   | Marcel Pronovost | Johnny Bucyk     | Murray Oliver   |

Schiedsrichter: Frank Udvari 

Linienrichter: Neil Armstrong, Matt Pavelich 

Zuschauer: 14.034